# Zabrodzie, Tỉnh West Pomeranian
Zabrodzie [zaˈbrɔd͡ʑe] là một ngôi làng thuộc khu hành chính của Gmina Chociwel, thuộc hạt Stargard, West Pomeranian Voivodeship, ở phía tây bắc Ba Lan. Nó nằm khoảng 7 kilômét (4 mi) phía bắc Chociwel, 30 km (19 mi) về phía đông bắc của Stargard và 53 km (33 mi) về phía đông của thủ đô khu vực Szczecin.
Trước năm 1945, khu vực này là một phần của Đức. Đối với lịch sử của khu vực, xem Lịch sử của Pomerania.
Làng có dân số 33 người.